# Sandy Turnbull
Alexander 'Sandy' Turnbull (n. 1884 în Hurlford - d. 3 mai 1917 în Arras, Franța) a fost un fotbalist scoțian. Și-a început cariera la clubul din orașul natal, Hurlford Thistle. A fost transferat apoi la clubul englez Manchester City F.C.. În anul 1906 a fost transferat la rivala Manchester United, club cu care a câștigat o dată Premier League și o dată Cupa FA. A murit în timpul primului război mondial în localitatea franceză Arras.